# USA i olympiska vinterspelen 1998
USA deltog med 186 idrottare i olympiska vinterspelen 1998 i Nagano. Totalt vann de sex guldmedaljer, tre silvermedaljer och fyra bronsmedaljer.

## Medaljer

### Guld
- Alpin skidåkning
  - Störtlopp damer: Picabo Street
- Freestyle
  - Herrarnas hopp: Eric Bergoust
  - Damernas hopp: Nikki Stone
  - Herrarnas puckelpist: Jonny Moseley
- Konståkning
  - Damer: Tara Lipinski
- Ishockey
  - Damer: USA:s damlandslag i ishockey

### Silver
- Hastighetsåkning på skridskor
  - 1 000 m damer: Chris Witty
- Konståkning
  - Damer: Michelle Kwan
- Rodel
  - Dubbel herrar: Chris Thorpe, Gordy Sheer

### Brons
- Hastighetsåkning på skridskor
  - 1 500 m damer: Chris Witty
- Rodel
  - Dubbel herrar: Mark Grimmette, Brian Martin
- Snowboard
  - Halfpipe damer: Shannon Dunn-Downing
  - Halfpipe herrar: Ross Powers